# چیچا
چیچا (اسپانیایی: Chicha‎) یک نوشیدنی تخمیری (الکلی) یا غیرتخمیری متعلق به آمریکای لاتین است که خاستگاه آن به مناطق کوه‌های آند و جنگل‌های آمازون بازمی‌گردد. در دوره‌های پیش از فتح پرو توسط اسپانیا و پس از آن، رایج‌ترین نوع چیچا آبجوی ذرت (چیچا د خرا) بوده که از گونه‌های مختلف نژاد بومی ذرت تهیه می‌شده است.
با این حال، چیچا از طیف متنوعی از گیاهان زراعی و وحشی نیز تهیه می‌شود، از جمله: کینوآ ، سلمک رنگ‌پریده ، بادام زمینی، مانیوک (که با نام‌های یوکا یا کاساوا نیز شناخته می‌شود)، میوه نخل، برنج، سیب‌زمینی، اوکا و چانیار. چیچا انواع گوناگونی دارد که بسته به منطقه متفاوت است. در امپراتوری اینکا چیچا کاربردهای آیینی و مراسمی داشت.